# Thomas Percy, 1. Earl of Worcester

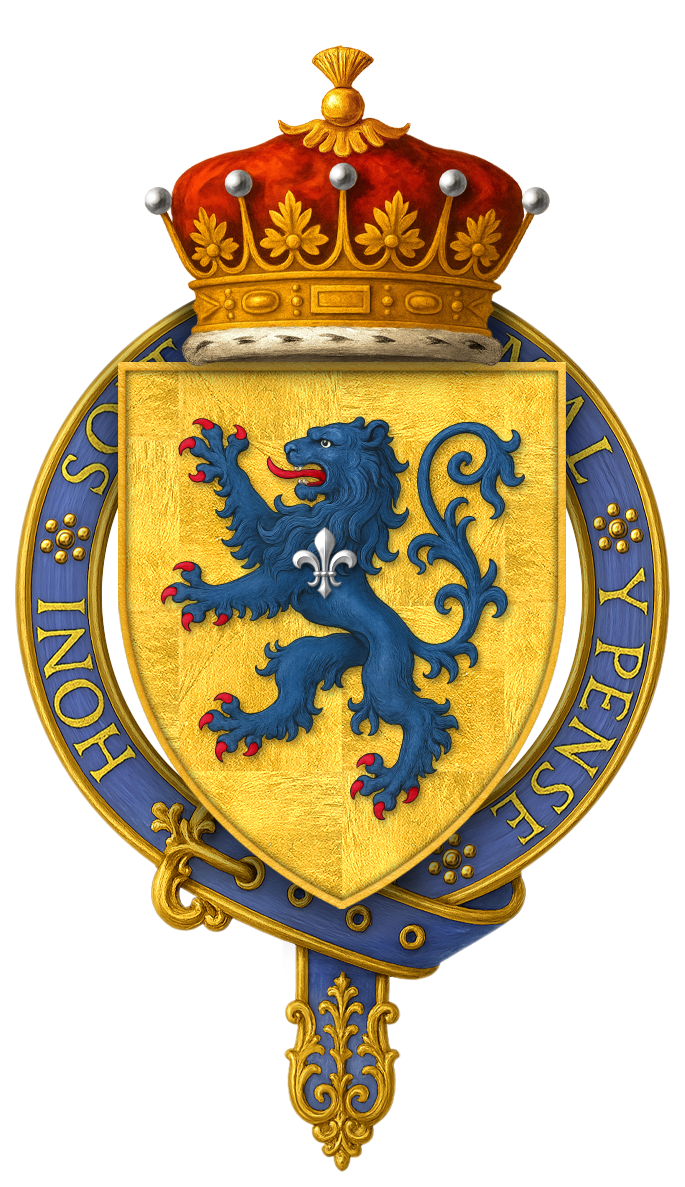
Wappen von Thomas Percy, Earl of Worcester

Thomas Percy, 1. Earl of Worcester KG (* 1343; † 23. Juli 1403 in Shrewsbury) war ein englischer Adliger, Militär und Diplomat. Er wurde nach einer erfolglosen Rebellion gegen den König hingerichtet.

## Herkunft
Thomas Percy entstammte der nordenglischen Familie Percy. Er war ein jüngerer Sohn von Henry Percy, 3. Baron Percy und von Mary of Lancaster, einer Tochter von Henry Plantagenet, 3. Earl of Lancaster und Maud de Chaworth. Damit war er ein jüngerer Bruder von Henry Percy, der 1377 zum Earl of Northumberland erhoben wurde, und ein Onkel von Harry Hotspur. Über seine Mutter Mary of Lancaster galt er als Verwandter von John of Gaunt, der Blanche, eine Nichte seiner Mutter heiratete, sowie der Könige Richard II. und Heinrich IV. Als jüngerer Sohn erhielt er von seinem Vater 1364 und 1368 nur drei kleine Güter in Yorkshire, Lincolnshire und Leicestershire zur lebenslangen Nutzung, so dass er eine militärische Karriere begann.

## Militärische Karriere

### Unter dem Schwarzen Prinzen in Südwestfrankreich
Vermutlich begann er seine militärische Karriere schon in den frühen 1360er Jahren, als er während des Hundertjährigen Krieges in der Gascogne kämpfte, wo er jedoch erst 1367 erstmals erwähnt wird. 1367 nahm er vermutlich am Feldzug von Edward of Woodstock, dem Schwarzen Prinzen, nach Kastilien und an der Schlacht von Nájera teil. Ab 1369 gehörte er zum Gefolge des Schwarzen Prinzen in Bordeaux, und im Sommer des Jahres diente er als Seneschal von La Rochelle. Im selben Jahr nahm er unter dem Kommando von Sir John Chandos am Feldzug von Sir Robert Knolles in die Dordogne und in das Quercy teil. Unter Chandos Kommando belagerte er die Burg von La Roche-sur-Yon im Poitou, die John of Gaunt ihm schließlich mit übertrug. Nachdem Chandos im Dezember 1369 tödlich verwundet wurde, wurde Percy sein Nachfolger als Seneschall des Poitou. 1370 und 1371 nahm er an weiteren Feldzügen in Südfrankreich teil, unter anderem an der Eroberung und Plünderung von Limoges im September 1370. Zur Belohnung gewährte ihm der Schwarze Prinz eine jährliche Rente in Höhe von £ 100, dazu erhielt er besetzte Ländereien in Aquitanien. Percy diente anschließend weiter unter John of Gaunt in Frankreich, bis er bei einem nächtlichen Angriff am 23. August 1372 in Soubise von dem Waliser Houwel Flinc gefangen genommen wurde, der unter Owen of Wales auf französischer Seite diente. Percy wurde nach Paris gebracht und am 10. Januar 1373 von Houwel dem französischen König übergeben. Percy durfte bis Ostern 1373 nach England reisen, um sein Lösegeld zu beschaffen. Nachdem er zurückgekehrt war, blieb er bis zur endgültigen Zahlung des Lösegelds in Gefangenschaft, ehe er am 2. Oktober vom Herzog von Berry freigelassen wurde.

### Im Gefolge des Königs
Percy stand nun als Ritter in hohem Ansehen und wurde, vermutlich aufgrund der Empfehlungen des Schwarzen Prinzen und von John of Gaunt in den Hofstaat von König Eduard III. aufgenommen, der ihn im April 1376 auch in den Hosenbandorden aufnahm. Im Dezember 1375 diente Percy als Bote von John of Gaunt und überbrachte dem König Berichte über die Waffenstillstandsverhandlungen mit den Franzosen in Brügge. Im Januar 1377 bat Herzog Johann der Bretagne ausdrücklich um Percy, der einen Brief von ihm nach Flandern bringen sollte. Der König belohnte Percy mit Renten, die sein Nachfolger König Richard II. am 1. Februar 1378 bestätigte. Percy hatte mit seinem Bruder Henry an der Krönung von Richard II. teilgenommen. Im Oktober 1378 geleitete er zusammen mit einem anderen Ritter des Hofstaats den Kirchenreformer John Wyclif vor das House of Commons, wo sich dieser verantworten musste. Während des Bauernaufstands von 1381 gehörte er zu den wenigen Begleitern von König Richard II., als dieser im Juni 1381 den Rebellen bei Mile End entgegentrat. Anschließend gehörte Percy zu dem Heer, das die Rebellion in Essex und in St Albans niederschlug.

### Als Admiral zur See
Während seiner Karriere diente Percy nur selten in Nordengland und an der schottischen Grenze, wo sich die Ländereien seiner Familie befanden. 1377 sowie von 1383 bis 1384 war er jeweils für kurze Zeit mit der Sicherung eines Teils der Scottish Marches beauftragt. 1378, 1384 und 1398 gehörte er bei Friedens- und Waffenstillstandsverhandlungen mit Schottland zur englischen Verhandlungsdelegation. Von 1377 bis 1380 war er für das isoliert gelegene Roxburgh Castle verantwortlich. Er war jedoch kaum in dieser Festung, sondern spätestens ab 1377 diente er häufig auf See. Von 1377 bis Anfang 1378 diente er in der Flotte von Thomas of Woodstock, Earl of Buckingham, der im Ärmelkanal ein kastilisches Geschwader bekämpfte. 1378 nahm er an der erfolglosen Seeexpedition von John of Gaunt gegen die kastilische Flotte teil. Am 5. November 1378 wurde Percy zum Admiral ernannt, dieses Kommando hatte er bis zum 8. April 1380 inne. 1379 diente er als Admiral der Flotte von Sir John Arundel, die nach ihrem lange verzögerten Aufbruch schließlich im Dezember in einen Sturm geriet. Während Arundels Schiff sank und Arundel ertrank, überstand Percys Schiff den Sturm ohne Verluste. Vom 20. Mai 1379 bis zum 24. Juni 1381 war er zusammen mit Sir Hugh Calveley, anschließend bis zum 18. Februar 1386 alleiniger Kapitän von Brest, obwohl er sich selten in der bretonischen Stadt aufhielt. 1380 nahm er am Feldzug des Earl of Buckingham in die Bretagne teil. Nachdem wegen finanzieller Engpässe ab 1381 keine größeren Seeexpeditionen stattgefunden hatten, diente Percy vom 29. Januar 1385 bis zum 22. Februar 1386 wieder als Admiral. Von Mai bis Juli 1385 führte er mit Sir Baldwin Raddington eine Flotte von über 30 Schiffen gegen eine französische Flotte, die sich für eine Invasion Englands bei Sluis gesammelt hatte. Anschließend nahm er am Feldzug von König Richard II. nach Schottland teil.

### Als Admiral und Diplomat in Spanien
Im nächsten Jahr diente er als Admiral der Flotte, mit der John of Gaunt am 7. Juli von Plymouth aus nach Spanien aufbrach, um seinen Erbanspruch auf Kastilien einzufordern. In Nordspanien nahm er am Feldzug von John of Gaunt teil, doch Percy diente Gaunt nicht nur als Militär, sondern vor allem auch als Diplomat. Er war an den Bündnisverhandlungen mit Portugal beteiligt und begleitete anschließend Gaunts Tochter Philippa nach Portugal, wo sie König Johann I. heiratete. Am 10. Juni 1387 beauftragte ihn John of Gaunt, zusammen mit Sir Jean Trailly eine Vereinbarung mit den kastilischen Gesandten über Gaunts Ansprüche auf Kastilien auszuhandeln. Die Verhandlungen fanden im portugiesischen Trancoso statt, wo bis Juli 1387 ein Friedensvertrag ausgehandelt wurde, in dem John of Gaunt den Anspruch seines Rivalen Johann von Kastilien anerkannte. Ende 1387 kehrte Percy nach England zurück, um den König vom Ergebnis der Verhandlungen zu berichten. Damit war er während der politisch unruhigen Zeit, als es zum Machtkampf zwischen dem König und den Lords Appellant gekommen war, nicht in England gewesen. Im Juni 1388 kehrte er mit Verstärkungen für Gaunt nach Bayonne in Südwestfrankreich zurück und brachte schließlich den Friedensvertrag zum Abschluss, der am 8. Juli 1388 zwischen Gaunt und den kastilischen Gesandten geschlossen wurde. Percy diente als Gaunts Kämmerer als erster Zeuge des Vertrags und kehrte anschließend mit ihm nach England zurück.

## Karriere als Höfling von Richard II.
Percy blieb offiziell Gaunts Gefolgsmann, und in seinem Testament bestimmte Gaunt ihn im Februar 1398 zu seinem ersten Testamentsvollstrecker. Doch nach seiner Rückkehr aus Spanien gehörte Percy bald zum Hofstaat von König Richard II. Bereits nach kurzer Zeit gehörte Percy zu den einflussreichsten Höflingen am Königshof. Am 22. Februar 1390 ernannte ihn der König zu seinem stellvertretenden Chamberlain of the Household, und am 24. März 1393 ernannte er ihn zum Steward of the Household. Zu den Ämtern, Pensionen und Geschenken, die er vom König erhielt, gehörten 1390 die Ernennung zum Justitiar von Südwales, 1390 die lebenslange Übertragung von Newcastle Emlyn und 1393 die von Haverfordwest Castle. 1392 diente Percy dem König als Gesandter in Frankreich. Während des Parlaments im September 1397, bei dem der König die verbliebenen vier Lords Appellant anklagte und entmachtete, fungierte Percy als Anwalt der Geistlichkeit, die die Urteile und Strafen überprüfte. Der König belohnte ihn reichlich. Am 29. September wurde er zum Earl of Worcester erhoben und erhielt umfangreiche Ländereien, die der König von den Verurteilten beschlagnahmt hatte. Weitere Geschenke folgten, und im Oktober erhielt er zusammen mit seinem Bruder Henry Percy Burg, Stadt und Wald von Jedburgh, so dass er nun erstmals als reicher Mann galt. Anfang 1398 wurde er zum Militärkommandanten von Calais ernannt.
1395 und 1399 hatte Percy an den Feldzügen von Richard II. nach Irland teilgenommen. Als der König 1399 in Irland erfuhr, dass der verbannte Henry Bolingbroke in England gelandet war und eine gegen ihn geführte Rebellion anführte, kehrte der König Ende Juli nach Südwales zurück. Bei Carmarthen realisierte der König, dass sein Heer sich auflöste und dass seine Herrschaft zusammenbrach. Der König entließ Percy, dessen Bruder Henry Percy zu den wichtigsten Unterstützern von Bolingbroke gehörte, als Steward of the Household, und Percy zerbrach seinen Amtsstab. Während der König mit wenigen Getreuen sein Heer verließ und nach Nordwales zog, schloss sich Percy Bolingbroke in Chester an. Er beteiligte sich aber nicht aktiv weiter am weiteren Vorgehen gegen den entmachteten König.

## Dienst unter Heinrich IV.
Als treuer Gefolgsmann von Bolingbrokes Vater John of Gaunt erlitt Percy trotz seiner hervorgehobenen Position am Hof des gestürzten Königs keine Nachteile durch Bolingbroke, der als Heinrich IV. neuer König geworden war. Zwar musste er die 1397 erhaltenen Ländereien wieder an die vorherigen Besitzer zurückgeben, doch der König entschädigte ihn mit einer entsprechenden Rente in Höhe von 500 Mark. Auch seinen Titel durfte er behalten. Dazu bestätigte ihn Heinrich IV. als Admiral des Nordens und des Westens, dieses Amt hatte Percy seit dem 16. Januar 1399 innegehabt. Bereits am 12. Oktober 1399 ernannte der König Percy zum Gesandten, um die schwierigen Verhandlungen mit Frankreich über den Fortbestand des Waffenstillstands und über die Rückkehr von Königin Isabelle de Valois, der Frau von Richard II. zu führen. Die Verhandlungen zogen sich bis 1401 hin, und am 31. Juli 1401 übergab Percy selbst die ehemalige Königin bei Calais an den französischen Grafen Walram von St. Pol. Vom 1. März 1401 bis Anfang März 1402 war Percy erneut Steward of the Household, weshalb er am 20. April 1401 sein Amt als Admiral aufgab. Nach dem Tod von Sir Hugh le Despenser of Collyweston im Oktober 1401 wurde Percy Erzieher von Harry of Monmouth, dem Prince of Wales. Wegen der Rebellion von Owain Glyndŵr wurde er am 21. Oktober 1401 zum Stellvertreter des Königs in Wales ernannt. Das Vertrauen des Königs in Percy zeigte sich, als Percy zu den Gesandten gehörte, die im Januar 1403 Johanna von Navarra, die Braut des Königs, nach England brachten.

## Rebellion und Tod
In Südwales bekämpfte Percy ohne großen Erfolg die Rebellion der Waliser, während sein Neffe Harry Hotspur in Nordwales gegen die Rebellen vorging. Percy riet dem König erfolglos, die Rebellion durch Verhandlungen zu beenden, während Hotspur vergeblich auf die Auslösung seines 1402 in walisische Gefangenschaft geratenen Schwagers Edmund Mortimer drängte. Sowohl Thomas Percy wie auch sein Neffe waren wegen der unbarmherzigen Politik des Königs gegenüber den Rebellen frustriert.
Am 1. April 1403 wurde Percy als Stellvertreter des Königs in Südwales durch den Prince of Wales abgelöst, in dessen Dienst jedoch Percy blieb. Der Prince of Wales unternahm mit einer 3000 Mann starken Armee einen Feldzug nach Nordwales, an dem Percy mit einem Kontingent von einem Ritter, 38 Men-at-arms und 200 Bogenschützen teilnahm. Ab Juni verstärkte Sir Hugh Browe die Armee mit weiteren 19 Waffenknechten und 100 Bogenschützen. Anfang Juli traf Percy seinen Neffen Hotspur in Chester, der zu diesem Zeitpunkt bereits gegen den König rebellierte. Browe und Percy schlossen sich Hotspur an, und zusammen zogen sie mit ihren Truppen nach Shrewsbury. Als sie die Stadt am 20. Juli erreichten, mussten sie feststellen, dass sich dort bereits das Heer des Königs mit den Truppen des Prince of Wales vereinigt hatte. Verhandlungen am nächsten Morgen blieben ergebnislos, worauf es zur erbitterten Schlacht von Shrewsbury kam, in der Hotspur fiel und Thomas Percy in Gefangenschaft geriet. Nach kurzer Gerichtsverhandlung wurde er zwei Tage später in Shrewsbury enthauptet.
Sein Körper wurde in der Abteikirche St Peter in Shrewsbury beigesetzt, sein abgeschlagener Kopf wurde nach London geschickt und bis zum 18. Dezember über der London Bridge ausgestellt. Sein Titel war mit seiner Verurteilung verwirkt. Das Parlament erklärte seine Rebellion im Januar 1404 nachträglich zum Hochverrat, dieses Urteil wurde 1484 während der Herrschaft von Richard III. auf Veranlassung von Henry Percy, 4. Earl of Northumberland, einem Ururenkel seines Bruders, vom Parlament wieder aufgehoben.
Percy war unverheiratet geblieben, hinterließ jedoch einen unehelichen Sohn, Thomas Percy, der 1408 erwähnt wird.

## Bewertung
Der Chronist Jean Froissart beschrieb Percy als höflich, loyal und tapfer, und auch andere Zeitgenossen bestätigten diese Einschätzung. Er gehörte zu den bekanntesten englischen Rittern der zweiten Hälfte des 14. Jahrhunderts, und vermutlich hatte keiner der Teilnehmer der Schlacht von Shrewsbury soviel militärische Erfahrung wie Thomas Percy gehabt. Seine Beteiligung an der Rebellion seines Bruders und Neffen war überraschend, vor allem für den König. Percy, der gegen Ende der Herrschaft von Richard II. nicht sein Leben für den König eingesetzt hatte, riskierte es für seinen Bruder und seinen Neffen. Die Gründe hierfür sind unklar, vermutlich hatte Percy König Heinrich IV. die Absetzung und Ermordung seines Vorgängers doch stärker verübelt, als der König angenommen hatte. Schon Zeitgenossen vermuteten, dass der Verrat seines Vertrauten Thomas Percy den König davon abgehalten hatte, bei Shrewsbury die Rebellion der Percys durch Verhandlungen zu lösen.